# ヴィルヘルム・フランツ・ロイス
ヴィルヘルム・フランツ・ロイス（Wilhelm Franz Reuss, 1886年3月17日 - 1945年4月）は、ドイツの作曲家、指揮者。

## 経歴
ドレスデンにフランツ・リスト門下のエドゥアルト・ロイスと、歌手のルイーゼ・ロイス＝ベルチェの子として生まれる。フェリクス・ドレーゼケ、マックス・フォン・シリングス、フェリックス・モットルの各氏に師事。ドイツ各地の歌劇場を渡り歩いて1918年にケーニヒスベルク国立劇場の第一楽長となり、リヒャルト・ワーグナーやリヒャルト・シュトラウス等のオペラの上演に寄与した。1923年から1927年までヴァイマル共和政下のベルリン・フィルハーモニー管弦楽団の指揮とカッセル市の楽長を任され、1932年からはケーニヒスベルクでオペラ上演及び交響楽コンサートを主宰した。1934年にはベルリン・ドイツ・オペラでジャコモ・プッチーニの《西部の娘》を上演して好評を博している。第二次世界大戦後、ソ連占領下のケーニヒスベルクでロシア兵の尋問の末に殺害された。

## 論文
- Die Musik in Geschichte und Gegenwart: Königsberg. Musik in Geschichte und Gegenwart, S. 42643 (vgl. MGG Bd. 7, S. 1379) Bärenreiter-Verlag 1986

## リンク
- ヴィルヘルム・フランツ・ロイスの著作およびヴィルヘルム・フランツ・ロイスを主題とする文献 - ドイツ国立図書館の蔵書目録（ドイツ語）より。